# Понедељак или уторак
Понедељак или уторак је југословенски филм из 1966. године који је добио Златну арену.
Марко Пожгај бави се писањем, пише романе, ради за новине, живи као подстанар и касни са плаћањем станарине. Растављен је, има сина и лепу девојку те много времена проводи контемплирајући о прошлости, о будућности, о ономе како је могло бити. Док проживљава свакодневицу, кроз мисли му се често провлачи отац који је страдао у рату, али и лепи тренуци попут времена проведеног на купалишту Сава те реминисценције из раног, безбрижног детињства. Обичан је дан, понедјељак или можда уторак.
Филмом „Понедељак или уторак“ (1966) бард хрватске кинематографије Ватрослав Мимица покушао је осликати унутрашњи живот појединца, ток свести и подсвести, снова и размишљања при чему је вешто искористио алтернацију 2 техника, црно-белу и боју. Изразито ликовне кадрове снимио је један од највећих хрватских сниматеља Томислав Пинтер док је сензуалне џез подлоге осмислио и укомпонирао Миљенко Прохаска, а популарне сонгове попут „Сандре“ изводио Арсен Дедић који се и појављује у филму. Мимица се у филму користи и интересантном документарном грађом коју ставља насупрот модернитету који описује лепим кадровима градских ведута.
"Понедељак или уторак“ интимистички је филм изразито јаког ауторског набоја који кроз призму подсвести прича причу без приче стављајући је у оквир урбаних призора живота при чему ће гледаоцима бити интересантно како се нити 50-ак година касније обичаји или боље речено околности нису пуно промениле што ће у нашем, данашњем времену посебно нагласити кадар јутарње кафе и наслова из новина - „Шта предвиђа нацрт основног закона“.

## Улоге
| Глумац                | Улога                   |
| --------------------- | ----------------------- |
| Слободан Димитријевић | Марко Пожгај            |
| Павле Вуисић          | Марков отац             |
| Гизела Хумл           | Маркова бака            |
| Фабијан Шоваговић     | Голубар Болтек          |
| Сергио Мимица Геззан  | Мали Марко              |
| Рудолф Кукић          | Госпон Халер            |
| Зоран Константиновић  |                         |
| Јагода Калопер        | Рајка                   |
| Рената Фреискорн      | Бивша супруга Милада    |
| Оливера Катарина      | Маркова љубавница       |
| Лада Милић            | Барбара                 |
| Иво Кадић             | Фотограф                |
| Марсел Цикли          |                         |
| Андро Лушичић         | Колега новинар          |
| Недим Омербеговић     | Инжењер у погону        |
| Бранко Шпољар         | Муж Маркове љубавнице   |
| Мирко Војковић        | Човјек из кафића        |
| Радојко Јежић         | Колега са састанка      |
| Фахро Коњхоџић        | Вођа погребног оркестра |
| Адам Ведерњак         | Колега Божо са састанка |
| Бранко Бонаци         | Колега са састанка      |
| Душан Радмановић      |                         |

Остале улоге  ▼
| Глумац              | Улога                                      |
| ------------------- | ------------------------------------------ |
| Велимир Хитил       | Аутомеханичар                              |
| Зденка Хершак       | Маркова мајка                              |
| Круно Валентић      | Возач коњске запреге                       |
| Младен Ханзловски   | Новинар на сахрани с новинама у рукама     |
| Љубо Капор          | Морнар Јанко                               |
| Бранко Коиванић     |                                            |
| Бранко Мајер        | Судац                                      |
| Драган Јанковић     |                                            |
| Драгутин Колман     |                                            |
| Драго Бахун         | Познаник                                   |
| Жељко Мазур         |                                            |
| Бисерка Алибеговић  | Маркова колегица која га позива на телефон |
| Иво Шкрабало        | Колега са састанка                         |
| Никола Отржан       | Марков колега Лука                         |
| Иво Балтић          |                                            |
| Финка Павичић Будак |                                            |
| Лео Буторац         |                                            |
| Арсен Дедић         | Пјевач                                     |

## Награде
- Пула 1966. - Велика златном ареном за најбољи филм; Златна арена за режију, Новчана награда жирија за камеру[3][4]
- Награда жирија југославенске критике за режију[3]